# Y se le quema la casa
|  |  |

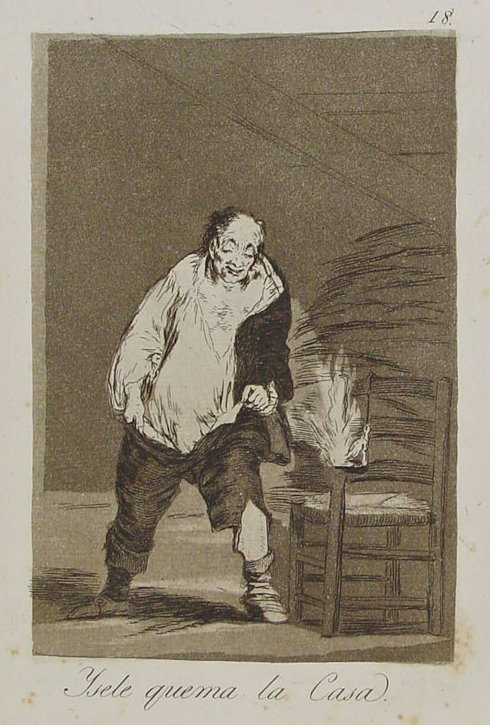
Capricho n.º 18: Y se le quema la casa de Goya, serie Los Caprichos.

El aguafuerte Y se le quema la casa es un grabado de la serie Los Caprichos del pintor español Francisco de Goya. Está numerado con el número 18 en la serie de 80 estampas. Se publicó en 1799.

## Interpretaciones de la estampa
Existen varios manuscritos contemporáneos que explican las láminas de los Caprichos. El que se encuentra en el Museo del Prado se tiene como autógrafo de Goya, pero parece más bien despistar y buscar un significado moralizante que encubra significados más arriesgados para el autor. Otros dos, el que perteneció a Ayala y el que se encuentra en la Biblioteca Nacional, realzan la parte más escabrosa de las láminas.
- Explicación de esta estampa del manuscrito del Museo del Prado: Ni acertará a quitarse los calzones ni dejar de hablar con el candil hasta que las bombas de la villa le refresquen. Tanto puede el vino!.[2]

- Manuscrito de Ayala: No acierta a ponerse ni quitarse los calzones un viejo que se arde todo de lascivia.[2]

- Manuscrito de la Biblioteca Nacional: Los viejos lascivos se queman vivos, y están siempre con las bragas en la mano.[2]

El hecho de ser viejo el borracho, realza el vicio, puesto que los años generalmente aportan reflexión y moderación. La leyenda también intensifica la intención satírica, mostrando las inevitables consecuencias de su vicio: se le quema la casa
Según Helman, los incendios en el barrio de los esparteros era noticia frecuente en los periódicos, atribuyéndose a menudo los mismos a las borracheras de los esparteros.

## Técnica del grabado
El primer dibujo preparatorio, corresponde al número 86 del Álbum B, representa un motivo distinto, se muestra a un hombre subiéndose los pantalones y está escrita la leyenda: Buen sacerdote, ¿dónde se ha celebrado?. En el segundo dibujo la acción ya se transformado, lleva escrito: Espartero borracho que no acierta a desnudarse y dando buenos consejos a un candil incendia la casa.
Muy conseguida la expresión de este borracho que refleja la brumosa euforia del vino. El gesto torpe de las manos que no acierta a quitarse los pantalones refuerza la acción y por último el candil quemando la silla de lo cual no se percata y que nos muestra su total falta de entendimiento.